# Glasgow Coma Scale
Glasgow Coma Scale, også kaldet Glasgow Coma Score eller blot GCS bruges af læger, sygeplejersker og ambulancepersonale til at bedømme en persons bevidsthedstilstand. Personen scores på 3 forskellige områder med points fra 1 til 4, 5 eller 6; Pointene fra de 3 områder lægges sammen. Patienten kan således maksimalt score 15 og minimum 3 point. Hvis en person scorer 15 points, er han orienteret i tid, sted og personlige data. Altså en klar og vågen person. Hvis patienten derimod scorer 3 points er denne dybt bevidstløs, altså i koma. Hvis en traumepatient scorer 8 eller derunder, eller man skønner at patienten ikke kan beskytte sine luftveje, kan denne intuberes af en læge, da der vil være fare for personens vejrtrækning og liv.

## Skalaens elementer for voksne
|                  | 1                 | 2                                          | 3                               | 4                                            | 5                            | 6                          |
| Øjne             | Åbner ikke øjnene | Åbner øjnene som reaktion på smertestimuli | Åbner øjnene på tiltale         | Åbner øjnene spontant                        | N/A                          | N/A                        |
| Verbal           | Laver ingen lyd   | Uforståelige lyde                          | Usammenhængende tale            | Konfus, desorienteret                        | Orienteret, samtaler normalt | N/A                        |
| Motorisk respons | Ingen bevægelse   | Ekstenderer ekstremitet på smertestimuli   | Abnorm flexion på smertestimuli | Flexion / afværgebevægelser på smertestimuli | Lokaliserer smertestimuli    | Adlyder verbale kommandoer |

| Lægevidenskab | Spire Denne artikel om lægevidenskab er en spire som bør udbygges. Du er velkommen til at hjælpe Wikipedia ved at udvide den. |